# Нешо Нешев
Нешо Видев Нешев е български офицер, генерал-майор.

## Биография
Роден е на 3 март 1923 г. в старозагорското село Партизанин. Член е на РМС от 1939 и на БКП от 1945 г. През 1942 г. завършва реална гимназия в Чирпан. От 1942 до 1943 г. е ятак на партизани. Участва в Съпротивителното движение през Втората световна война като партизанин във Втора средногорска бригада „Васил Левски“. Осъден на 15 години затвор, но лежи от 8 февруари до 8 септември 1944 г. От 11 ноември 1944 г. до 28 януари 1945 г. е помощник-командир на първа дружина от 46-и пехотен полк. След това е помощник-командир на трето артилерийско отделение в 12-и артилерийски полк. От 1 август до 14 октомври 1945 г. е помощник-командир на отделение в 11-и артилерийски полк. Между 1 февруари 1946 и 11 май 1946 г. е заместник-командир по политическата част на дружина във Военното училище. След това до 6 февруари 1947 г. отново е заместник-командир по политическата част на дружина в Училището. В периода 7 февруари 1947 – 11 януари 1948 г. учи във Висшата офицерска артилерийска школа в Санкт Петербург. След като се завръща е назначен за преподавател по артилерийска стрелба във Военното училище. Остава на тази позиция до 20 април 1949 г. Нешо Нешев е сред първите офицери поставили основите на Артилерийското училище в Лозенец през 1948 г. На 21 април 1949 г. е назначен за временен преподавател по артилерийска стрелба и командир на първи курсантски артилерийски дивизион в Народното военно артилерийско училище. От 22 декември 1949 г. е временен старши преподавател по артилерийска стрелба във Висшия офицерски артилерийски курс в Самоков. Между 14 март 1951 и 15 февруари 1952 г. е началник на щаба на Висшата офицерска артилерийска школа в Самоков. За няколко месеца между 16 февруари и 16 ноември е заместник-началник, отговарящ за учебната част на Школата.
В периода 17 ноември 1952 – 22 ноември 1955 г. е началник на Военното артилерийско училище (временно изпълняващ длъжността до 21 април 1954). След това до 31 август 1956 г. е заместник-началник на Училището. От 1 септември 1956 г. до 9 октомври 1958 г. учи във Военнотехническата академия в София профил „земна артилерия-команден“. Между 10 октомври 1958 и 2 септември 1959 г. учи същия профил във Военната академия в София. На 3 септември 1959 г. е назначен за заместник-началник на Народното военно артилерийско училище до 30 септември същата година. Между 1 октомври 1959 и 25 октомври 1961 г. отново става началник на артилерийското училище. От 26 октомври 1961 до 30 юли 1962 г. учи във Военно учебно заведение в СССР. След като се завръща е назначен за командир на артилерията на втора армия до 21 април 1963 г., а от следващия 22 април до 30 август 1967 г. е началник на артилерията на втора армия. Защитава дисертация на тема „Основи на автоматизираното управление на РВ и А и алгоритмизация на главните задачи за решаване на ЕИМ“. В периода 31 август 1967 – 29 септември 1969 г. учи във Военната академия на Генералния щаб на СССР. На 30 септември 1969 г. е назначен за помощник-началник на Генералния щаб по МАУВ. Освободен е от поста на 7 октомври 1977 г. От 8 октомври 1977 до 27 септември 1979 г. е първи заместник-началник на Военната академия в София. След това от 28 септември 1979 до 13 септември 1989 г. е първи заместник-началник, той и по учебната част на Военната академия в София. Между 14 септември 1989 и 15 март 1990 г. е на разпореждане на Управление „Кадри“ по щат А-144 за уволнение. Освободен от служба на 16 март 1990 г.

## Образование
- Висша офицерска артилерийска школа, СССР – 7 февруари 1947 – 11 януари 1948 г.
- Военнотехническа академия – 1 септември 1956 г. – 9 октомври 1958 г.
- Военна академия „Георги Раковски“ – 10 октомври 1958 – 2 септември 1959 г.
- Военно учебно заведение в СССР – 26 октомври 1961 – 30 юли 1962 г.
- Военна академия на Генералния щаб на СССР – 31 август 1967 – 29 септември 1969 г.

## Военни звания
- капитан (31 октомври 1946)
- майор (6 февруари 1950)
- подполковник (14 април 1952)
- полковник (20 май 1957)
- генерал-майор (7 септември 1974)[7]

## Награди
- Медал „За безупречна служба“ – II ст.
- Медал „25 години народна власт“
- Медал „30 години социалистическа революция“
- „Народна република България“ – III ст.
- Орден „За храброст“ – II ст.
- „9 септември 1944 г.“ – II и I ст. с мечове
- орден „Георги Димитров“